# Jichinsai

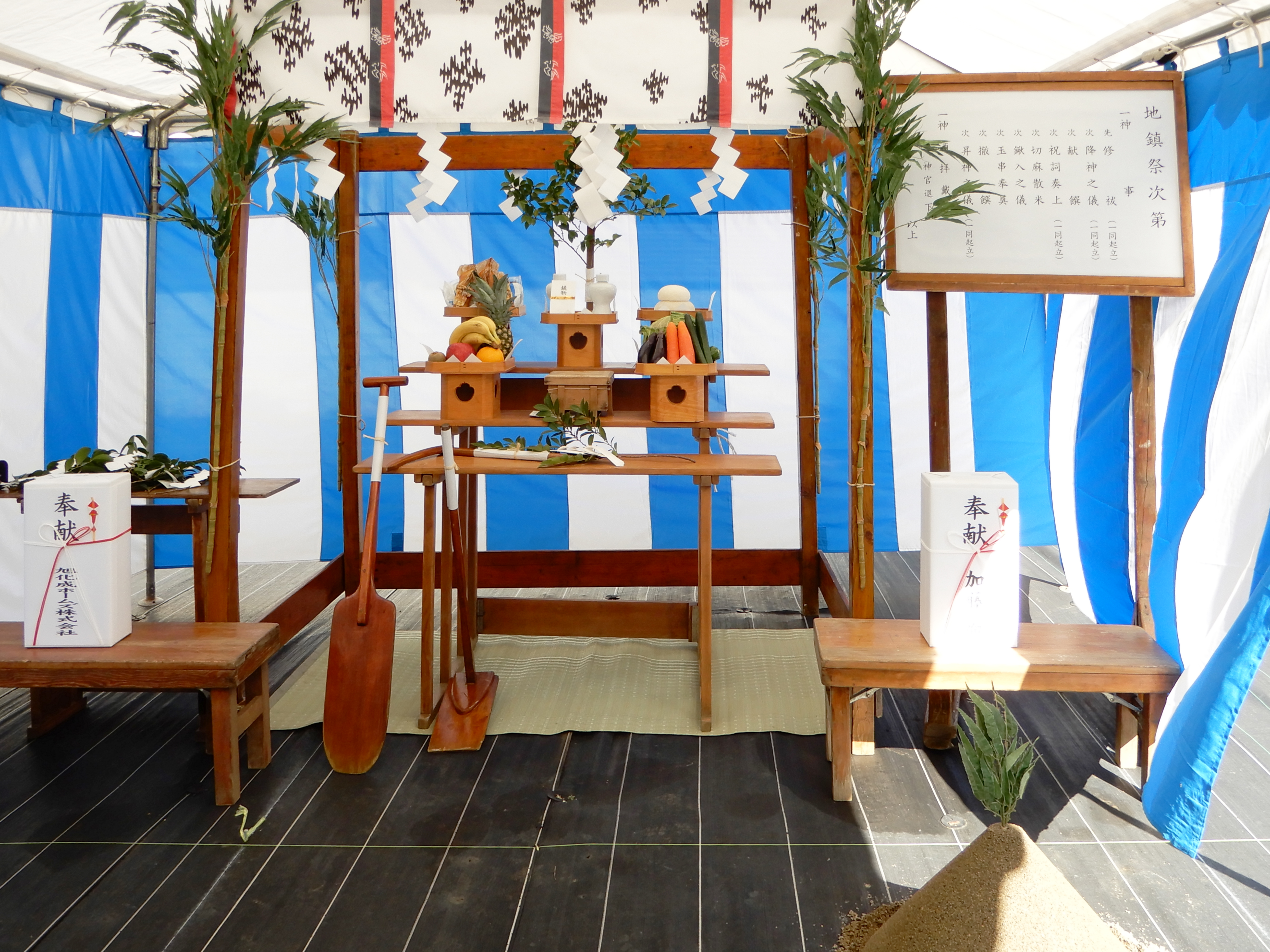
Cerimonia inaugurale a Tokyo

Jichinsai (地鎮祭?) è un rituale shintoista in Giappone. Si svolge prima dell'inizio dei lavori per un nuovo edificio. Lo scopo del rituale è quello di richiedere il permesso alla divinità del luogo di usare il terreno per la costruzione. È un modo per pregare per la sicurezza durante i lavori. L'appaltatore o contraente generale, che realizza l'edificio, paga per la celebrazione, che include le offerte di omiki e tamagushi. Il proprietario e altre persone coinvolte contribuiscono a coprire i costi.
Le persone predispongono un Himorogi nell'area designata per la cerimonia, e un prete shintoista benedice il suolo e richiede l'approvazione dalla divinità guardiana del luogo.
La cerimonia si svolge alla presenza di costruttori, progettisti e clienti. Viene allestita una piattaforma di legno e al centro c'è un altare su cui vengono poste offerte come riso, sakè, pesce, verdure, sale e acqua. In alcuni casi è possibile utilizzare sabbia o sale della spiaggia vicino al Grande Santuario di Ise. Nel rituale vengono utilizzati stendardi di seta a cinque colori, chiamati masakaki.